# Verk av Antoni Gaudí
Verk av Antoni Gaudí är ett världsarv bestående av sju olika byggnadsverk av arkitekten Antoni Gaudí i provinsen Barcelona. Alla objekten utom ett ligger inom staden Barcelona; undantaget Colònia Güell ligger i Santa Coloma de Cervelló.
Motiveringarna till dess upptagande på världsarvslistan löd:
| ” | kriterium i: Verk av Antoni Gaudí representerar ett exceptionellt och enastående kreativt bidrag till utvecklingen av arkitektur och byggnadsteknik i slutet av 1800-talet och början av 1900-talet. | „ |

| ” | kriterium ii: Gaudís verk uppvisar betydande utbyten av värden nära associerade med de kulturella och konstnärliga strömmarna under hans tid, som representeras i Kataloniens modernisme. Det förutsåg och påverkade många formerna och de tekniker som var relevanta för utvecklingen av modernt byggande på 1900-talet. | „ |

| ” | kriterium iv: Gaudís verk representerar en serie enastående exempel på byggnadstypologi inom arkitekturen i början av 1900-talet, boende såväl som offentlig, till utvecklingen av vilken han gjorde ett betydande och kreativt bidrag. | „ |

| Bild | Namn                                     | Beskrivning |
| ---- | ---------------------------------------- | --- |
|      | Casa Milà                                | Casa Milà uppfördes 1905-1910 och betecknas ofta som Gaudís mest expressionistiska byggnad, men den uppvisar dock lokala, huvudsakligen katalanska, motiv. Byggnaden har i folkmun kallats La Pedrera (stenbrottet) på grund av den karakteristiska fasaden som helt saknar plana ytor |
|      | Casa Vicens                              | |
|      | Parc Güell                               | Parken som egentligen inte är en park utan ett misslyckat byggprojekt är väldigt stor och saknar motstycke med sina naturliga former, spiralformade torn, trappor och jättelika ödlor. 1899 och 1902 köpte Güell upp två bondgårdar på Mont Pelat – Det skalliga berget. Tanken var att anlägga ett exklusivt bostadsområde i form av en parkstad. Projektet blev ett fiasko och bara två köpare anmälde sig. |
|      | Palau Güell                              | |
|      | Sagrada Famílias födelsefasad och krypta | Sagrada Família (katalanska: Heliga Familjen) är en mycket stor basilika i Barcelona. La sagrada familia började byggas 1882 men är fortfarande långt ifrån klar. Den rikt dekorerade Födelsefasaden färdigställdes 1930 och är den som tydligast uppvisar Gaudis inflytande. |
|      | Casa Batlló                              | Casa Batlló vid Passeig de Gràcia nr 43 i Barcelona är ett renoveringsarbete utfört av Antoni Gaudí 1904-1906. Casa Batlló tillkom under den katalanska modernisme och brukar omnämnas som en av dess mästerverk. |
|      | Colònia Güell                            | |